# Ulbølle Sogn
Ulbølle Sogn er et sogn i Svendborg Provsti (Fyens Stift).
I 1800-tallet var Ulbølle Sogn anneks til Vester Skerninge Sogn. Begge sogne hørte til Sallinge Herred i Svendborg Amt. Vester Skerninge-Ulbølle sognekommune blev senere delt, så hvert sogn dannede sin egen sognekommune. Ved kommunalreformen i 1970 blev  Ulbølle indlemmet i Egebjerg Kommune, der ved strukturreformen i 2007 indgik i Svendborg Kommune.
I Ulbølle Sogn ligger Ulbølle Kirke.
I sognet findes følgende autoriserede stednavne:
- Assenshøj (bebyggelse)
- Bilshus (bebyggelse)
- Birkeshøj (bebyggelse)
- Dyrehavekrog (bebyggelse)
- Fjellebroen (bebyggelse)
- Højtved (bebyggelse)
- Jerntved (bebyggelse)
- Langemark (bebyggelse)
- Lillemark (bebyggelse)
- Margretesminde (landbrugsejendom)
- Mørkebjerg (bebyggelse)
- Nørremark (bebyggelse)
- Præstemose (bebyggelse)
- Rødkilde (ejerlav, landbrugsejendom)
- Spånehøj (bebyggelse)
- Strandhusene (bebyggelse, ejerlav)
- Ulbølle (bebyggelse, ejerlav)